# Vikidál-évek (1976–1979)
A Vikidál-évek (1976–1979) a P. Mobil együttes 2015-ben megjelent háromlemezes válogatásalbuma, mely digitálisan feljavított demófelvételeket, illetve bootleg koncertanyagokat tartalmaz. A lemezhez tartozik egy 24 oldalas fényképválogatásos booklet.

## A lemezről
Eredetileg 2010-ben tervezték kiadni ezt a lemezt, azonban a korábbi zenekari tagok ellenállásán akkor megbukott. Az eredeti változat az 1974 és 1979 közötti éveket dolgozta volna fel, az egyik CD-n "Az első nagylemez" című 1978-as Láng Gépgyáras koncert anyaga lett volna rajta, a másodikon bootleg- és demófelvételek, a harmadikon "Maradj velünk, Gyula!" címmel Vikidál Gyula utolsó P. Mobilos koncertje.
Ezt 2015-ben alaposan áttervezve adták ki. "Az első nagylemez" koncert helyett "Nagylemez nélkül" címmel két CD-nyi bootleg-felvétel és demófelvétel került az albumra, a lehetőségekhez képest annyira feljavítva digitálisan, amennyire csak lehetett – de a minőségük így sem tökéletes. A dalok érdekessége, hogy némelyik ismert szám még korábbi változatában, akár teljesen más szöveggel hallható. A harmadik lemezre a már említett Vikidál-koncert került fel.

## Tracklista

### CD1: Nagylemez nélkül 1.
1. Főnix éjszakája
2. A király
3. A gálya
4. Asszonyt akarok
5. Bíborlepke
6. Átverés
7. Felejts el
8. Lőj rám
9. Neked adnám a világot
10. Nem érzek semmit
11. Pyrolater
12. Utolsó cigaretta
13. Csillag leszel
14. Örökmozgó lettem

### CD2: Nagylemez nélkül 2.
1. Kétforintos dal
2. A hindu szöge
3. Hajsza
4. Maradsz, aki voltál
5. Varjúdal
6. Simli Show
7. Menj tovább
8. Pokolba tartó vonat
9. Rocktóber
10. Honfoglalás / Őshaza
11. Honfoglalás / Vándorlások
12. Honfoglalás / Harcok
13. Honfoglalás / Vérszerződés
14. Honfoglalás / Újhaza
15. Ha jössz hozzám, késő
16. Forma-1

### CD3: Maradj velünk, Gyula!
1. Maradsz, aki voltál
2. Főnix éjszakája
3. Forma-1
4. Menj tovább
5. Miskolc
6. Honfoglalás/Őshaza
7. Honfoglalás/Vándorlások
8. Honfoglalás/Harcok
9. Honfoglalás/Vérszerződés
10. Honfoglalás/Újhaza
11. Csizma az asztalon
12. A király
13. A vonat
14. Kétforintos dal
15. Átverés
16. Lőj rám
17. Utolsó cigaretta

A felvétel 1979. május 1-jén készült a Budai Ifjúsági Parkban.

## Közreműködtek
- Vikidál Gyula – ének
- Bencsik "Sándor – gitár
- Lengyel Gábor – gitár, hegedű
- Cserháti István – orgona
- Kékesi „Bajnok” László – basszusgitár, ének
- Pálmai Zoltán – dob
- Mareczky István – dob
- Schuster Lóránt – szöveg